# 30. partizanska divizija (JLA)
Za druge 30. divizije glejte 30. divizija.
30. partizanska divizija je bila partizanska divizija v sestavi Jugoslovanske ljudske armade.
Enota je bila nastanjena v Sloveniji pred in med slovensko osamosvojitveno vojno.

## Organizacija
31. december 1990
- poveljstvo

namestiveni vod
- vod za zveze
- izvidniški vod
- sanitetni vod
- avtomobilski vod
- minometni divizion 120 mm
- tovorna četa
- 13. partizanska brigada
- 19. partizanska brigada
- 20. partizanska brigada